# Arenshausen
Arenshausen település Németországban, azon belül Türingiában. Lakosainak száma 1038 fő (2023. december 31.).

## Népesség
A település népességének változása:
| Lakosok száma | 987  | 990  | 1008 | 1016 | 1038 |
|               | 2017 | 2019 | 2021 | 2022 | 2023 |